# Kostel svatého Martina (Tožice)
Filiální římskokatolický kostel svatého Martina v Tožici, části města Bystřice v okrese Benešov, je románská stavba  z 12. století, která má malou obdélníkovou loď, k níž se vpředu připojuje hranolová věž, vzadu pak půlkruhová apsida. Původně mívala loď rovný strop, trámový, teprve asi v šestnáctém století obdržela nynější valenou klenbu s výseky nad okny. Oltář, jejž dal roku 1684 zřídit rytíř Jan Jiří Radecký z Radče, pán na Tvoršovicích pro kostel Ouběnický a byl sem později přenesen. Je na něm obraz sv. Martina na koni, který si usekává část pláště, aby ho dal žebrákovi almužnou. V dlažbě jsou umístěny dva náhrobky členů rytířské rodiny Trmalů z Tožice, někdejších patronů tohoto kostela, oba jsou z roku 1532.
Ve věži jsou tři zvony: prvý, ulitý roku 1617 nákladem panny Alžběty Trmalky z Tožice od Baltazara Hoffmanna, zvonaře v Novém městě pražském „Na Slovanech”, druhý, gotický s latinským nápisem „Ave Maria, gratia plena, Dominus tecum, benedicta tu in mulieribus et benedictus fructus ventris tui Iesus. Sancta Maria, Mater Dei, ora pro nobis peccatoribus nunc et in hora mortis nostræ. Amen.” - tj. modlitba Zdrávas Maria. Třetí je rovněž gotický, ale bez nápisu. Z kostela pochází gotická bronzová monstrance, o které se v knize Zlatá doba měst českých z roku 1913 zmiňuje Zikmund Winter: Křišťálovou neb skleněnou nádobku na hostii objímá gotický rámec, jenž se na obou stranách rozšiřuje fiálami, pilířky, oblouky v křídla architektonického rázu. Je to jako malý oltář gotický, na noze se rozevírající.

Kostel byl dříve kostelem farním, pod farnost bystřickou přešel roku 1419.
V kostele se konají pravidelné bohoslužby, a to každou neděli od 11:30 hodin. Kostel patří pod bystřickou farnost, kterou nyní spravuje dp. ThLic. Antoni Kośmidek.